# Puerto del Guamúchil
Puerto del Guamúchil är en ort i Mexiko.   Den ligger i kommunen Mezquital och delstaten Durango, i den centrala delen av landet, 600 km nordväst om huvudstaden Mexico City. Puerto del Guamúchil ligger 1 163 meter över havet och antalet invånare är 276.
Terrängen runt Puerto del Guamúchil är varierad. Runt Puerto del Guamúchil är det mycket glesbefolkat, med 3 invånare per kvadratkilometer. Närmaste större samhälle är Huazamota, 9,1 km väster om Puerto del Guamúchil. I omgivningarna runt Puerto del Guamúchil växer huvudsakligen savannskog.